# S.W.A.T. (serie de televisión de 1975)
S.W.A.T. (conocida como Los hombres de Harrelson en España) es una serie de televisión de acción y policíaco estadounidense. 
Fue emitida originalmente por la ABC en Estados Unidos desde febrero de 1975 a abril de 1976. En España fue emitida por primera vez en 1976 en La 1, se volvió a emitir en 1990 en Antena 3 y 9 años después en AXN (cada una con distinto doblaje), también fue distribuida en DVD, mientras en Cataluña fue emitida en TV3 en 2001 en catalán.

## Argumento
La serie narra las aventuras, quehaceres y misiones de un grupo de policías pertenecientes al cuerpo de los SWAT (Special Weapons and Tactics: armas y tácticas especiales) en la ciudad de Los Ángeles. La serie seguía los parámetros de otras series policíacas de la época, se plantea un problema o una situación de emergencia que sólo puede ser resuelta por Harrelson y sus hombres. La banda sonora de Barry DeVorzon fue una de las más famosas en su momento, y fue recuperada casi treinta años después cuando los estudios hollywoodienses decidieron hacer una revisión cinematográfica de la serie clásica.

## Personajes
| Actor         | Personaje                      | Descripción                             |
| ------------- | ------------------------------ | --------------------------------------- |
| Steve Forrest | Teniente Dan "Hondo" Harrelson | Jefe del equipo                         |
| Rod Perry     | Sargento David "Deacon" Kay    | Segundo al mando                        |
| Robert Urich  | Oficial Jim Street             | Oficial avanzado                        |
| Mark Shera    | Oficial Dominic Luca           | Oficial de apoyo                        |
| James Coleman | Oficial T. J. McCabe           | Tirador de élite y contra-francotirador |